# C3F6
化学式C3F6（摩尔质量：150.02 g/mol）有多个同分异构体：
- 六氟环丙烷，CAS号：931-91-9
- 六氟丙烯，CAS号：116-15-4

|  | 这个同类索引页列出了具有相同分子式的化学物（即同分異構體）条目。 除非您是有意链接至本页，否则应将相应条目的内部链接指向正确的条目。 |